# Howard (Metro de Chicago)
Howard es una estación en las líneas Roja, Púrpura y Amarilla del Metro de Chicago. La estación se encuentra localizada en 7519 North Paulina Street en Chicago, Illinois. La estación Howard fue inaugurada el 16 de mayo de 1908.  La Autoridad de Tránsito de Chicago es la encargada por el mantenimiento y administración de la estación.

## Descripción
La estación Howard cuenta con 2 plataformas centrales y 4 vías. La estación también cuenta con 634 de espacios de aparcamiento.

## Conexiones
La estación es abastecida por las siguientes conexiones de autobuses: 
- Rutas del CTA Buses y Pace